# Vörös-hegyi-patak
A Vörös-hegyi-patak a Zsámbéki-medence peremén, annak nyugati vízválasztóján túl ered, Komárom-Esztergom vármegyében, Szomor közigazgatási területén, mintegy 230 méteres tengerszint feletti magasságban, Anyácsapuszta és Somodorpuszta településrészek közelében. A patak forrásától kezdve északi-északnyugati irányban halad, majd Epölnél eléri a Bajna-Epöli-vízfolyást.

## Part menti települések
- Tök (Anyácsapuszta)
- Szomor (Somodorpuszta)
- Epöl